# The Life of David Gale
The Life of David Gale is een Amerikaanse thriller uit 2003 geregisseerd door Alan Parker. De film kwam op 7 februari 2003 uit op het Internationaal filmfestival van Berlijn.

## Verhaal
In een Texaanse dodencel zit David Gale. De voormalige professor en anti-doodstraf activist is zelf ter dood veroordeeld voor de moord op zijn collega Constance Harraway. Voor een bedrag van $ 500,000 vertelt hij zijn verhaal aan Bitsey Bloom, dat zich door middel van flashbacks ontvouwt.
Gale was professor aan de University of Texas en lid van de anti-doodstrafbeweging DeathWatch. Zijn carrière wordt te gronde gericht door studente Berlin, die hem verleidt. Dit slippertje komt hem duur te staan: Berlin beschuldigt hem van verkrachting waardoor zowel zijn carrière, huwelijk en reputatie verwoest zijn. Gale verliest een televisiedebat van de gouverneur, Gale's vrouw vraagt echtscheiding aan en zowel de universiteit als DeathWatch ontslaan hem.
Constance Harraway, mede-activist bij DeathWatch, blijft achter Gale staan en troost hem. Het leidt ertoe dat Gale bij haar de nacht doorbrengt, maar de volgende dag wordt ze dood aangetroffen. Ze is verstikt in een plastic zak en gehandboeid, waarbij ze was gedwongen de sleutel van de handboeien door te slikken. Deze MO doet denken aan een marteltechniek van Ceaucescu's Securitate, waartegen beiden hadden geprotesteerd. Het spoor leidt derhalve direct naar Gale, die wordt gearresteerd en veroordeeld.
Bloom onderzoekt de zaak maar komt tot de conclusie dat het bewijs niet sluitend is. Bovendien wordt ze benaderd door de ex-vriend van Harraway, Dusty Wright. Hij beweert dat Harraway door een of meerdere anderen gedood is en dat de daders opzettelijk Gale onschuldig willen laten executeren om zo aan te tonen dat de doodstraf ook onschuldigen kan treffen en dus nooit gerechtvaardigd is. Uiteindelijk treft Bloom een videoband aan die aantoont dat Harraway, die al ongeneeslijk ziek was, opzettelijk haar zelfmoord met behulp van een ander als moord camoufleerde om zo inderdaad het onrecht van de doodstraf aan te tonen door Gale onschuldig te laten executeren. Bloom probeert de executie tegen te houden maar is te laat. Het beloofde half miljoen komt ten goede aan Gale's ex-vrouw die tevens een kaartje van Berlin ontvangt waarin ze zich verontschuldigt.
Maanden later ontvangt Bloom een tweede videotape. Deze toont hoe na de zelfmoord zowel Wright als Gale in beeld verschijnen. Gale streelt Harraway's levenloze lichaam en laat opzettelijk vingerafdrukken op de plastic zak achter. David Gale zat tevens in het complot en heeft zich opzettelijk opgeofferd.

## Rolverdeling
- Kevin Spacey als David Gale
- Kate Winslet als Bitsey Bloom
- Laura Linney als Constance Harraway
- Gabriel Mann als Zack Stemmons
- Rhona Mitra als Berlin
- Leon Rippy als Braxton Belyeu
- Matt Craven als Dusty Wright
- Jim Beaver als Duke Grover
- Melissa McCarthy als Nico
- Elizabeth Gast als Sharon Gale
- Noah Truesdale als Jamie Gale
- Donald Braswell als TV Tenor
- Katina Potts als Rosie
- Julia Lashae als nieuwe huiseigenaar